# InZOI
InZOI је видео-игра коју је развио inZOI Studio и издао Krafton. Од 28. марта 2025. је доступна путем платформе Windows.